# Sinovitis transitoria de cadera
La sinovitis transitoria de cadera es una enfermedad que típicamente afecta a niños entre las edades de 3 y 10 años. Los síntomas son dolor de cadera, rodillas o pantorrilla y efecto del cuerpo pesado lo que hace que nos sintamos cansados, esta enfermedad puede durar un promedio de dos a tres semanas.
Se trata de un proceso benigno que evoluciona favorablemente y desaparece por sí mismo sin dejar secuelas en un plazo de tiempo variable de alrededor de 10 días, aunque en ocasiones puede recidivar. El tratamiento consiste en la administración de medicamentos antiinflamatorios no esteroideos y la realización de reposo. Si el dolor se prolonga más de 10 días, puede ser necesario realizar un estudio detallado para descartar la existencia de otras enfermedades que pueden dar síntomas similares, como la enfermedad de Perthes.

## Diagnóstico diferencial
El diagnóstico es básicamente clínico, a veces con la ayuda de pruebas de imagen como la ecografía de caderas y la radiografía simple de la misma.
Siendo la cojera la manifestación principal de la sinovitis de cadera, y esta su causa más frecuente, debe tenerse en cuenta que no siempre la cojera está motivada por esta enfermedad, y deben descartarse otras enfermedades (sobre todo hemopatías como la leucemia aguda) cuando las manifestaciones no son típicas o son prolongadas.